# India tagállamainak listája népesség szerint
Az alábbi lista India tagállamainak és szövetségi területeinek listáját tartalmazza népességük sorrendjében, a 2001-es népszámlálási adatok alapján.

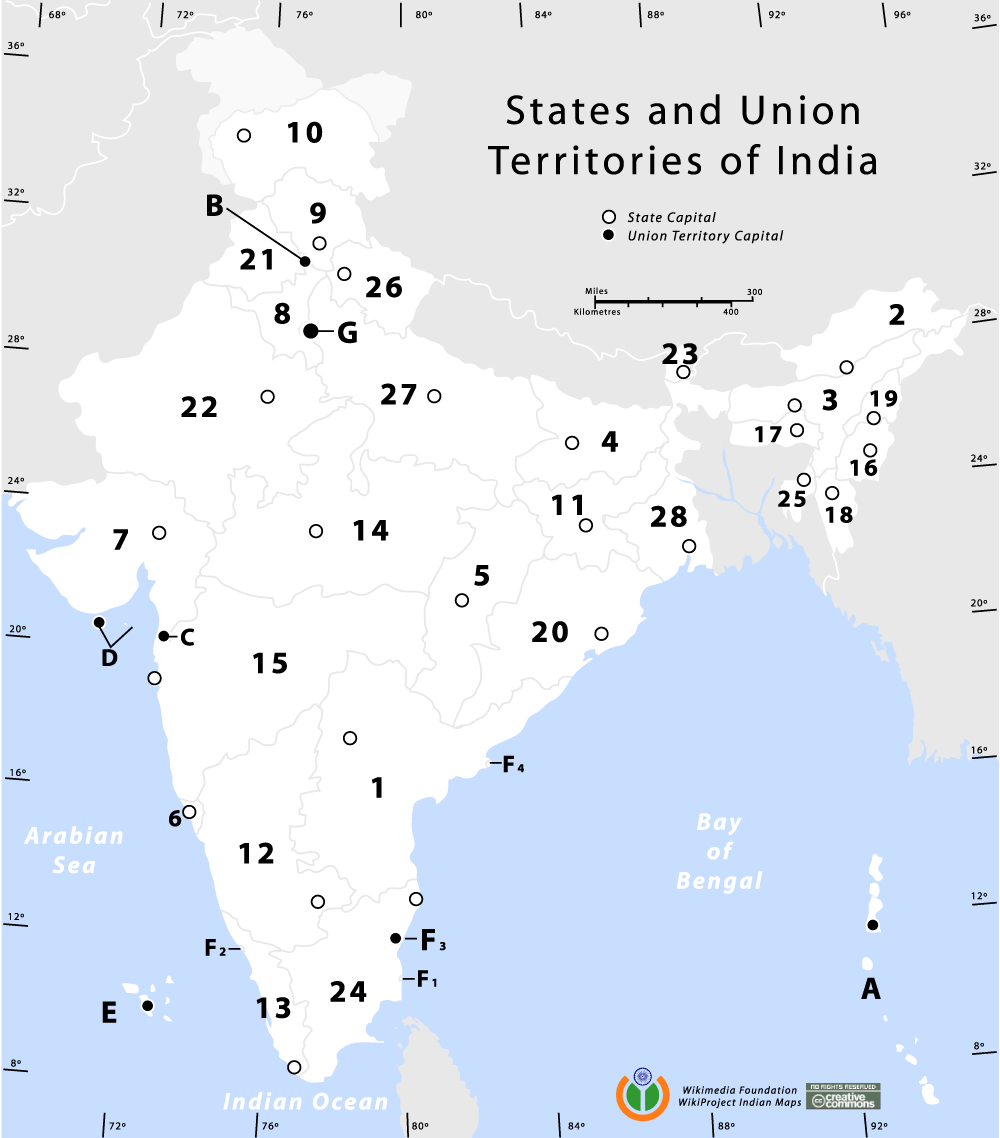
India tagállamai és szövetségi területei

## Külső hivatkozások
- A 2001-es indiai népszámlálás adatai